# (1555) Dejan
(1555) Dejan – planetoida z grupy pasa głównego asteroid okrążająca Słońce w ciągu 4 lat i 154 dni w średniej odległości 2,69 au. Została odkryta 15 września 1941 roku w Observatoire Royal de Belgique w Uccle przez Fernanda Rigaux. Nazwa planetoidy pochodzi od Dejana Đurkovicia, syna serbskiego astronoma Petara Đurkovicia. Przed nadaniem nazwy planetoida nosiła oznaczenie tymczasowe (1555) 1941 SA.